# Château du Logis
Le château du Logis est un château situé dans la commune de La Chapelle-aux-Filtzméens, dans le nord du département français d'Ille-et-Vilaine, région Bretagne.

## Localisation
Le château se situe au lieu-dit du Logis dont il tire son nom. Il se trouve à l'ouest du bourg de la commune de La Chapelle-aux-Filtzméens. La rivière de la Donac, affluent du Linon, coule à proximité et alimente les douves. Le canal d'Ille-et-Rance passe à environ 200 mètres. On y accède par la route départementale D 13 allant de Combourg à Saint-Domineuc.

## Historique
Il fait l’objet d’une inscription au titre des monuments historiques le 12 mai 1976 puis le 19 septembre 2013.
Le domaine du Logis est désormais un camping 5 étoiles.